# Parkocranaus bimaculatus
Parkocranaus bimaculatus is een hooiwagen uit de familie Cranaidae.